# Casa Ramon Muntaner (Peralada)
La casa Ramon Muntaner és un edifici del municipi de Peralada (Alt Empordà), inclòs en l'Inventari del Patrimoni Arquitectònic de Catalunya.

## Descripció
Edifici cantoner de planta baixa, tres pisos i coberta de teula que està situat a la plaça Gran de Peralada. La façana principal presenta una distribució asimètrica d'obertures, que reflecteix les diverses intervencions experimentades al llarg del temps i que han alterat l'harmonia del conjunt. L'aparell és de carreus regulars disposats en filades horitzontals. Cal destacar el porxo d'accés, amb dos grans arcs apuntats a la banda de la plaça i un tercer al mur lateral esquerre. Al primer pis trobem dos balcons, un dels quals té una finestra coronella original; al segon pis, dues finestres rehabilitades recentment, així com el pis superior, que no pertany a l'època de construcció de la resta de l'edifici.

## Història
Tot i que, segons la tradició, l'edifici fou la casa natal de Ramon Muntaner i, per tant, existia ja el segle xiii, les característiques de la construcció en situen l'origen en un moment posterior, entre els segles XIV-XV. L'atribució es fonamenta en un fragment de la Crònica de Ramon Muntaner, on l'autor situa la casa dels seus pares a l'extrem de la plaça major. Tanmateix, és probable que la plaça a què fa referència Ramon Muntaner no correspongui a l'actual, ja que el 1285 la vila de Peralada resultà destruïda en la lluita entre Felip l'Ardit i el rei Pere II el Gran, i la plaça actual es configuraria en el procés de reconstrucció posterior.